# Frank Hoffmeister (Jurist)
Frank Hoffmeister (* 1969 in Frankfurt am Main) ist ein deutscher Jurist, Hochschullehrer und Vorsitzender des Auslandsverbandes der Europa-Union Deutschland in Brüssel.

## Leben und Wirken
Hoffmeister studierte Recht an der Johann Wolfgang Goethe-Universität Frankfurt am Main (1989–1991), der Universität Genf (1991–1992) und der Ruprecht-Karls-Universität Heidelberg (1992–1994), wo er das erste juristische Staatsexamen mit Prädikat ablegte. Er arbeitete als Referent am Max-Planck Institut für ausländisches öffentliches Recht und Völkerrecht und promovierte im Jahr 1998 mit summa cum laude an der juristischen Fakultät der Ruprecht-Karls-Universität Heidelberg. In dieser Zeit wurde er auch als OSZE Wahlbeobachter in der ehemaligen jugoslawischen Republik Mazedonien eingesetzt.
Im Jahr 1998 legte er das zweite juristische Staatsexamen in Berlin, ebenfalls mit Prädikat, ab. Von 1991 bis 2001 arbeitete als akademischer Assistent am Walter Hallstein-Institut für Europäisches Verfassungsrecht der Humboldt-Universität zu Berlin bei Ingolf Pernice.

## Beruf
Seine Tätigkeit bei der Europäischen Kommission begann 2001, als er zunächst im Zypern-Referat der DG Erweiterung tätig war. Die Kommission entsandte ihn an den UN-Sonderberater für Zypern, um juristischen Rat über die EU-Dimension des Zypernproblems zu erteilen. Er nahm an der diplomatischen Konferenz in Bürgenstock (2004) teil, erstellte Teile des UN-Annan Plans und schrieb ein Buch über seine Einblicke.
Hoffmeister wurde Mitglied des Juristischen Dienstes der Europäischen Kommission, wo er von 2003 bis 2010 im Völkerrechts- und im Verfassungsreferat tätig war.
Von 2010 bis 2014 fungierte er als stellvertretender Kabinettschef des EU-Handelskommissars Karel de Gucht. Von Dezember 2014 bis einschließlich Oktober 2021 war er Referatsleiter für Handelsschutzverfahren, insbesondere Umgehungsverfahren, in der Europäischen Kommission. Seit November 2021 ist Hoffmeister Director for General Affairs & Chief Legal Officer des Europäischen Auswärtigen Dienstes.
Seit 2006 unterrichtet Hoffmeister am Institut für Europäische Studien der Freien Universität Brüssel internationales Wirtschaftsrecht. Er hat über 80 wissenschaftliche Artikel und mehrere juristische Bücher veröffentlicht.

## Soziale und politische Aktivitäten
Hoffmeister trat 2004 der europafreundlichen Europa-Union bei und wurde Vorstandsmitglied beim Brüsseler Verband. Im Oktober 2018 wählte ihn die Generalversammlung zum Nachfolger von Michael Koehler als Vorsitzenden des Brüsseler Verbandes. Der Verein organisiert pluralistische Debatten über europäische Themen und Hoffmeister tritt oft als Moderator oder Podiumsteilnehmer bei derartigen Veranstaltungen auf.
Hoffmeister ist auch seit 2011 stellvertretender Vorsitzender der Auslandsgruppe der FDP. Der Bundesvorstand der FDP nominierte ihn als Mitglied der Programm-Kommission, die für 2018 das FDP-Europa-Wahlprogramm verfasste.
Hoffmeister ist stellvertretender Vorsitzender des Schachclubs der europäischen Kommission, die regelmäßig in der belgischen Schachliga teilnimmt. Im Jahr 2020 publizierte er ein Buch über 100 Jahre Schachgeschichte in Belgien als seine persönlich Hommage an die belgische Schachföderation. Das Werk wurde in den drei Landessprachen (Französisch, Deutsch, Niederländisch) veröffentlicht. Ein weiteres Buch über die Entwicklung der Schachtheorie im 18. und 19. Jahrhundert wurde bei McFarland im Jahr 2021 veröffentlicht.
Hoffmeister ist mit Zornitza Dimitrova-Hoffmeister,  verheiratet, einer bulgarischen Juristin, die für die Europäische Kommission arbeitet. Das Paar hat drei Kinder.

## Veröffentlichungen (Auswahl)
- Belgische Schachföderation von Frank Hoffmeister
- Frank Hoffmeister zur Entwicklung der Schachtheorie
- Frank Hoffmeister: Legal Aspects of the Cyprus Problem. Annan Plan and EU Accession. Martinus Nijhoff, Boston 2006, ISBN 90-04-15223-7